# Gaspare Papa
Gaspare Papa (Grosseto, 18 gennaio 1915 – Napoli, 25 febbraio 1994) è stato un politico italiano.

## Biografia
Gaspare Papa, nato a Grosseto il 18 gennaio 1915 da una famiglia di campani, giovanissimo si trasferisce a Napoli con la famiglia, dove studia. Laureatosi e diventato professore di filosofia alle scuole superiori, il 7 maggio 1972 venne eletto senatore per il gruppo Comunista, e vi rimase fino al termine della legislatura, il 4 luglio 1976. Dopodiché Papa fece parte della settima commissione permanente, quella riguardante l'Istruzione pubblica, della quale fu membro nel mese di luglio del 1972, segretario dal 12 luglio 1972 al 10 luglio 1974 e infine vicepresidente da luglio 1974 fino a luglio 1976. Tra gli altri incarichi da lui ricoperti lo troviamo come membro della Commissione parlamentare per il parere al Governo sulle norme delegate in materia di stato giuridico del personale della scuola dal 1973 al 1975 e presidente della Commissione norme delegate del ministero dei beni culturali e ambientali da ottobre 1975 fino a luglio 1976. Egli è stato quindi attivo durante la V e la VI legislatura. Muore a Napoli, dove ha sempre vissuto, il 25 febbraio 1994, all'età di 79 anni.